# Steyr (ciągnik rolniczy)

Logo marki Steyr

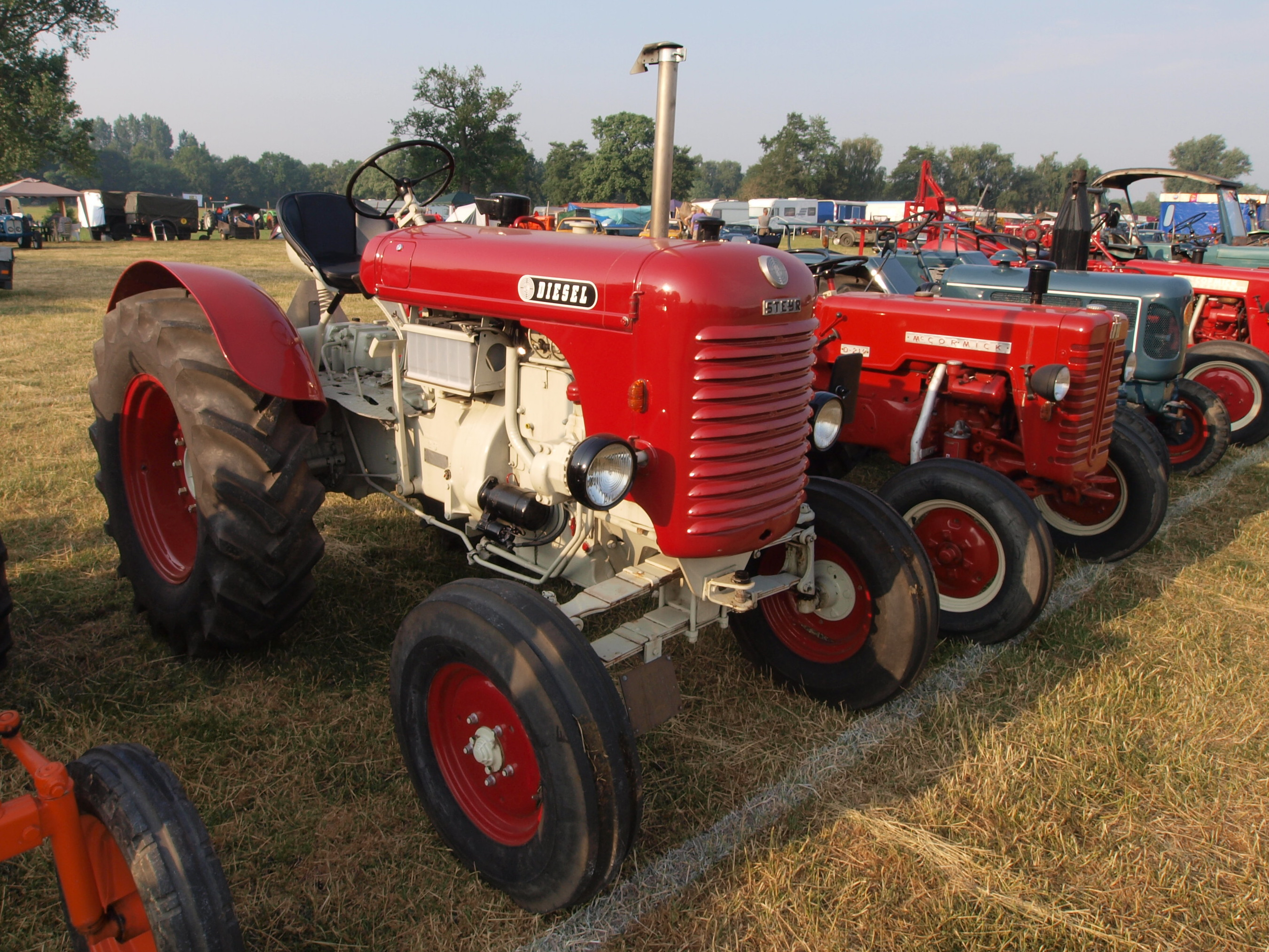
Ciągnik rolniczy Steyr Diesel

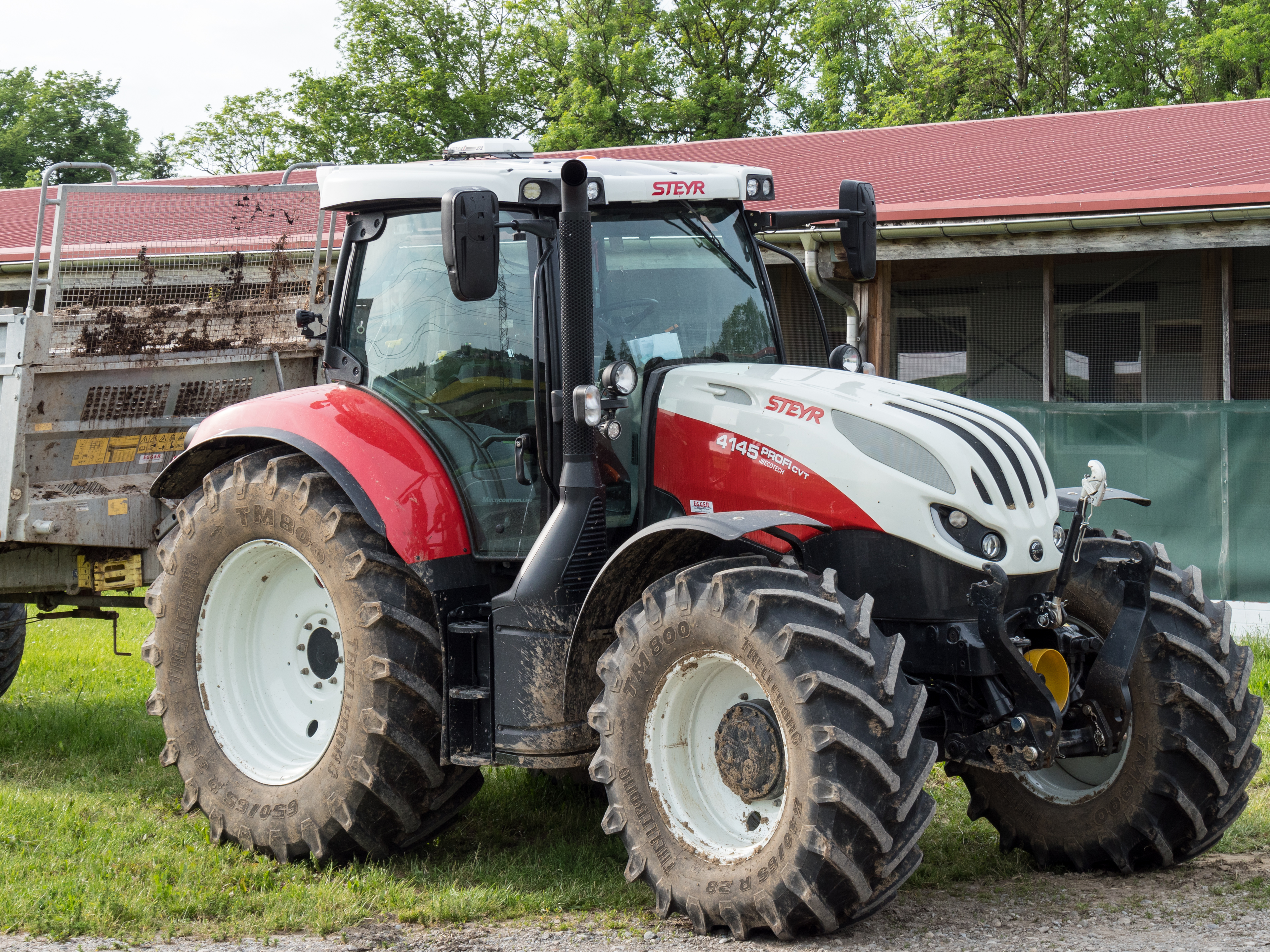
Ciągnik rolniczy Steyr Profi CVT 4145

Steyr – austriacka marka ciągników rolniczych firmy CNH Industrial. Miejscem produkcji jest St. Valentin – siedziba spółki CNH Österreich GmbH.

## Historia
W 1915 roku zakłady Steyr wyprodukowały swój pierwszy ciągnik rolniczy. 29 października 1947 roku wyprodukowany został pierwszy seryjnie produkowany ciągnik marki Steyr – Type 180. W 1957 roku zakład w St. Valentin został włączony do Steyr-Daimler-Puch AG. W 1974 roku produkcja oraz dział sprzedaży ciągników przeniosły się z fabryki głównej w Steyr do fabryki w St. Valentin. W 1978 roku podpisana została umowa licencyjna z turecką firmą Donatim z Ankary. W 1986 roku została nawiązana współpraca z fińskim Valmet w celu kooperacji w produkcji silników. W 1990 roku w wyniku restrukturyzacji w Steyr-Daimler-Puch AG departament odpowiedzialny za produkcję ciągników i oprzyrządowania rolniczego stał się zależną spółką Steyr Landmaschinentechnik GmbH z siedzibą w St. Valentin. W 1996 roku Steyr Landmaschinentechnik GmbH została nabyta przez Case Corporation i zmieniła nazwę na CASE-STEYR Landmaschinentechnik. W 1999 roku na targach Agritechnica Steyr CVT z bezstopniową przekładnią S-matic otrzymał tytuł „Tractor of the Year”. W 2000 roku seria ciągnków Steyr CVT i odpowiadająca mu Case IH CVX o mocy od 120 do 170 KM trafiła do produkcji seryjnej. W 2002 roku spółka zmieniła nazwę na CNH Österreich GmbH. W 2003 roku do produkcji trafiła nowa seria Steyr Profi oraz nowe modele z serii CVT. W 2005 roku St. Valentin stało się europejskim centrum Case IH i Steyr. W 2007 do produkcji trafiły ciągniki nowej generacji serii CVT, Profi i 9000 MT.